# Cadillac XTS
Cadillac XTS — полноразмерный представительский седан от Cadillac. Построен на удлинённой платформе GM Epsilon II. Седан заменил в модельном ряду сразу два автомобиля — Cadillac DTS и Cadillac STS. Производство началось в июне 2012 года на заводе в Ошаве, Канада. Концепт автомобиля был показан впервые на Североамериканском международном автосалоне в Детройте в 2010 году.

## Описание

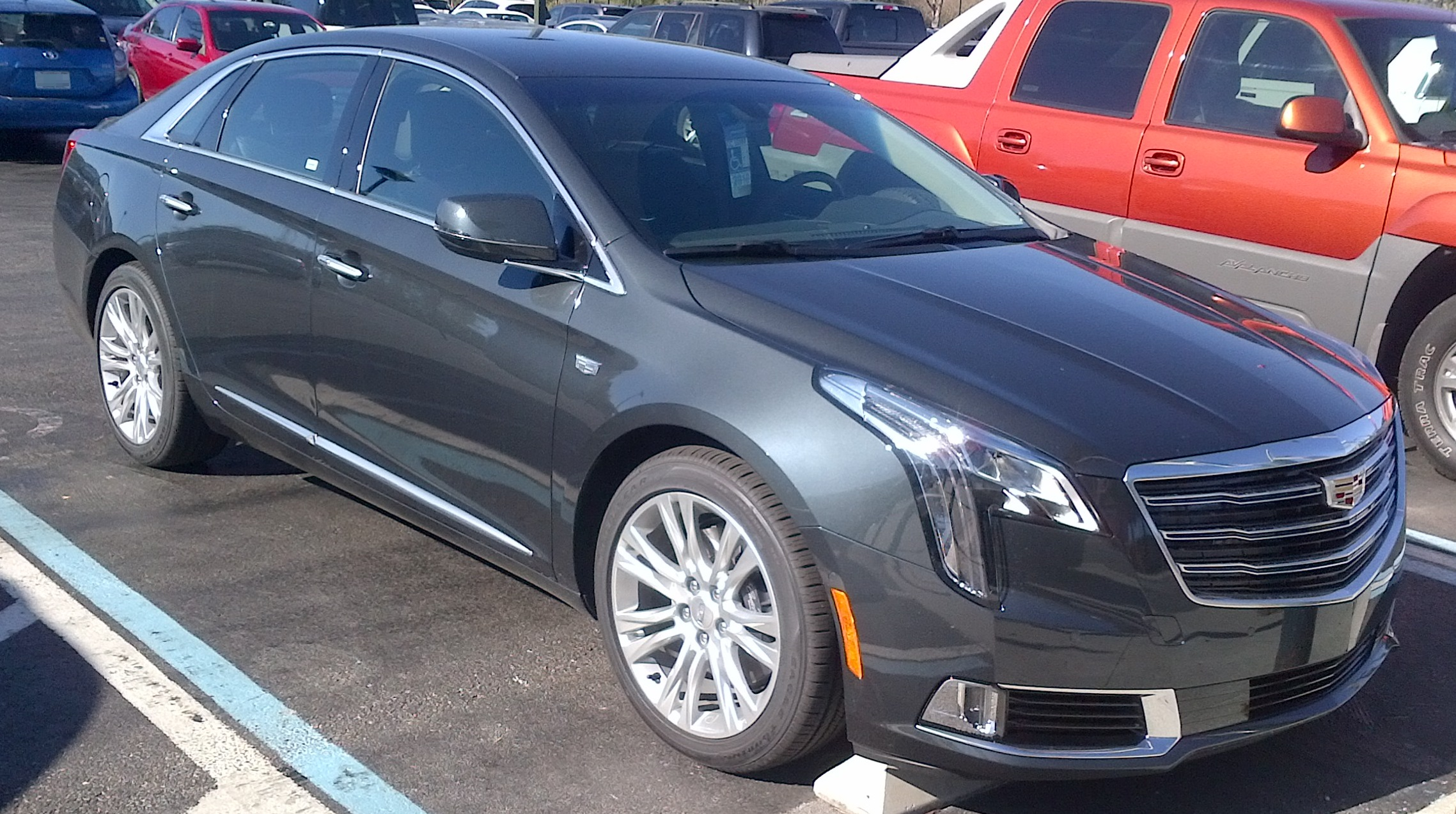
Рестайлинговая версия 2017-2019 года

На североамериканском международном салоне в январе 2010 года компания продемонстрировала концепт нового автомобиля под названием Cadillac XTS Platinum Concept. Автомобиль был разработан в качестве преемника моделям Cadillac DTS и Cadillac STS. Производственная версия автомобиля стала доступна летом 2012 года.

## Продажи вСША
| Год  | Всего продано |
| ---- | ------------- |
| 2012 | 15049         |
| 2013 | 32559         |